# Emanuela Loi
Emanuela Loi (Cagliari, 9 ottobre 1967 – Palermo, 19 luglio 1992) è stata una poliziotta italiana, morta nella strage di via D'Amelio (attentato di Cosa nostra a Paolo Borsellino).
Fra le prime donne poliziotto adibite in Italia al servizio scorte, fu la prima agente donna della Polizia di Stato a perdere la vita in servizio.
Il 5 agosto 1992, con provvedimento postumo, le è stata conferita la medaglia d'oro al valor civile per la dedizione e il coraggio espressi nel servizio, fino al sacrificio della propria vita.

## Biografia
Nata a Cagliari nell'ottobre 1967, era residente a Sestu. Dopo aver conseguito il diploma magistrale, entrò nella Polizia di Stato nel 1989 e frequentò il 119º corso presso la Scuola Allievi Agenti di Trieste; seguiva l'aspirazione della sorella Maria Claudia, che però non era stata ammessa. Fu trasferita a Palermo due anni dopo, stabilendosi presso il complesso delle Tre Torri in Viale del Fante, destinato a poliziotti e carabinieri fuori sede. Le affidarono i piantonamenti a Villa Pajno, a casa dell'onorevole Sergio Mattarella, la scorta alla senatrice Pina Maisano Grassi e il piantonamento del boss mafioso Francesco Madonia.
Nel giugno del 1992 venne assegnata alla scorta del magistrato Paolo Borsellino, incarico che non le causava preoccupazione, tanto da rassicurare i genitori, dopo la strage di Capaci, che non le sarebbe successo niente. Cadde nell'adempimento del proprio dovere il 19 luglio 1992, vittima della strage di via D'Amelio a Palermo; con lei persero la vita, oltre a Paolo Borsellino, i colleghi Walter Eddie Cosina, Agostino Catalano, Claudio Traina e Vincenzo Li Muli. Da anni sua sorella Maria Claudia tiene vivo il suo ricordo nelle scuole e anche grazie all'associazione contro le mafie Libera.
È stata sepolta nel cimitero di Sestu.

## Memoria
A Emanuela Loi sono state intitolate:
- scuole a Bari, Genova, Sestu, Nettuno, Carbonia, Sant'Antioco, Cefalù, Bagheria, Carini, Roma, Bologna, Palermo, Mediglia (frazione Bustighera), Castel Maggiore (25 luglio 2024).
- vie, strade e piazze a Roma, Leonforte (8 marzo 2001), Battipaglia, Elmas, Sestu, San Sperate, Monastir, Nuraminis, Quartu Sant'Elena, Guspini, Porto Torres, Usini, Villanova Monteleone, Stintino, San Severo, Busachi, Capoterra, Suelli, Olmedo,Iglesias, Altamura, Buonabitacolo, Nettuno, Pontedera, Castel Maggiore, Orsenigo, San Giuseppe Jato, Catanzaro, Vittoria, Gangi, Montemurlo, Montespertoli, Milazzo, Esterzili, Furtei, Leonforte, Crema, Barrali, Sabaudia, Manduria, Canosa di Puglia, Corato, Casorate Sempione, Ragusa, Cuneo, Peschiera del Garda, Casalpusterlengo, Marsala, Santa Margherita di Belice, Bolsena, La Spezia, Arezzo, Senigallia, Nuoro, Orsenigo, Barrafranca, Arzergrande, Milano (19 luglio 2019, una piazzetta nel quartiere di Muggiano intitolata a Emanuela Loi e Francesca Morvillo)[9], Ancona (5 ottobre 2019, piazzale antistante una delle sedi della Regione Marche)[10] e Rubiera (20 luglio 2023, piazzale a fianco della locale caserma dei Carabinieri)[11];
- una targa in memoria a Sesto San Giovanni (piazza Oldrini) e San Benedetto del Tronto (via Crispi);
- il ponte Emanuela Loi sulla strada statale 554 Cagliaritana a Monserrato (12 dicembre 2009);[12]
- parchi e aree verdi pubbliche a Terni, Savigliano, Rivoli, Bari, Ceranova, Sassari, Quattro Castella, Vimodrone (6 aprile 2019), Bari (19 luglio 2019), Pisa (nel quartiere di Porta Fiorentina, 19 luglio 2021) e Busto Arsizio (19 marzo 2024)[13];
- un parco giochi nel quartiere Campo di Marte a Lodi (21 settembre 2019);[14]

- un anfiteatro sul lungomare "Falcone e Borsellino" a Lamezia Terme;[15]
- una pista ciclabile a Bedizzole;
- una statua nel comune di Ari, detto il "Paese della Memoria";
- il centro per anziani Il Giglio a Lecco, sorto in una ex pizzeria confiscata alla 'ndrangheta (21 marzo 2015);[16]
- un centro antiviolenza a Borgomanero, ospitato in una torretta confiscata alla mafia;[17]
- Dal 2022 la Nuova Compagnia Teatrale di Verona mette in scena l'atto unico "Gli invisibili - la solitudine dei giusti" diretto da Enzo Rapisarda. Spettacolo dedicato alla memoria delle vittime delle mafie e composto da 4 monologhi (Saveria Antiochia, Antonio Montinaro, Emanuela Loi e Angelo Corbo) che danno voce alle "invisibili" vittime delle stragi mafiose. Lo spettacolo è patrocinato dal Ministero dell'Interno, da Avviso Pubblico e dalla Regione Veneto. Emanuela Loi è interpretata da Anna Rapisarda.[18]
- il comando della Polizia Locale di Vizzolo Predabissi (6 aprile 2025).[19]
- una rotatoria sulla via Sarzanese a Lucca  (10 Giugno 2025).

## Filmografia
- Gli angeli di Borsellino, regia di Rocco Cesareo – interpretata da Brigitta Boccoli (2003)
- Paolo Borsellino, regia di Gianluca Maria Tavarelli – interpretata da Elisabetta Balia (2004)
- Paolo Borsellino - I 57 giorni, regia di Alberto Negrin – interpretata da Silvia Francese (2012)
- Paolo Borsellino - Adesso tocca a me, regia di Francesco Miccichè (2017)
- Liberi sognatori - La scorta di Borsellino - Emanuela Loi , regia di Stefano Mordini e Pietro Valsecchi – interpretata da Greta Scarano (2018)
- I ragazzi delle scorte (2022)